# 210. Infanterie-Division (Wehrmacht)
La 210. Infanterie-Division fu una divisione dell'esercito tedesco attiva durante la seconda guerra mondiale, che venne creata nel 1942 e schierata in Norvegia fino al 1945, quando si arrese.

## Storia
La divisione fu costituita il 10 luglio 1942 a Kassel ed il 1º settembre 1942 assunse il comando della zona costiera norvegese dal settore Kirkenes al settore Tana e dopo la capitolazione della Finlandia, lo stato maggiore della divisione venne dispiegato nella Norvegia settentrionale. L'unità rimase in Norvegia fino alla fine della guerra, quando si arrese.

## Ordine di battaglia
210. Infanterie-Division dicembre 1942 
- Festungs-Bataillon 661
- Festungs-Bataillon 662
- Festungs-Bataillon 663
- Festungs-Bataillon 664
- Festungs-Bataillon 665
- Kavalleriezug C (mot)
- Bäckerei-Kompanie 41
- Heeresverpflegungsdienststelle 690
- Stab des Heeres-Küsten-Artillerie-Regiments 837 
  - Heeres-Küsten-Artillerie-Abteilung 448
  - Heeres-Küsten-Artillerie-Abteilung 478
  - Heeres-Küsten-Artillerie-Abteilung 480
  - Heeres-Küsten-Artillerie-Abteilung 773

 210. Infanterie-Division 1945 
- Festungs-Brigade-Stab Lofoten mit III./501, 646, 650 e 662
- Festungs-Infanterie-Regiment 859
- Nachrichten-Kompanie 210
- Kommandeur der Divisions-Nachschubtruppen 210

## Comandanti
- Generalleutnant Karl Wintergerst (15 luglio 1942 - 15 febbraio 1944)
- Generalleutnant Kurt Ebeling (15 febbraio 1944 - 10 marzo 1945)
- Generalleutnant Herneckamp (10 marzo 1945 - maggio 1945)[1]